# Aleksej Luk'janjuk

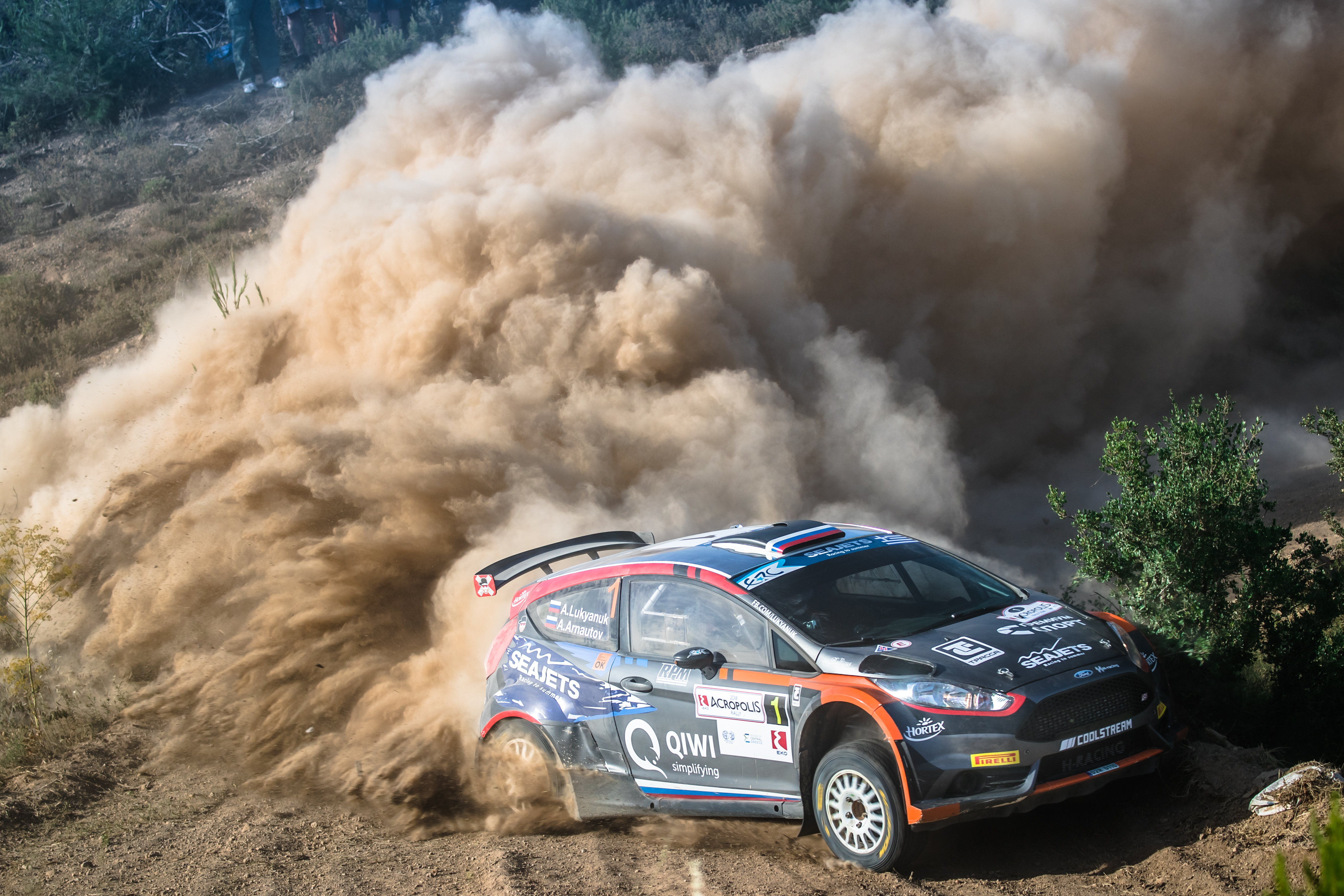
Lukyanuk al rally dell'Acropoli 2018 su Fiesta R5

Aleksej Vasil'evič Luk'janjuk (in russo Алексей Васильевич Лукьянюк?; Mosca, 11 dicembre 1980) è un pilota di rally russo, con cittadinanza cipriota, vincitore del campionato europeo rally nel 2018 su Ford Fiesta R5 e nel 2020 su Citroen C3 R5.

## Palmarès
- Campionato europeo rally: 2
2018 su Ford Fiesta R5
2020 su Citroen C3 R5

### Vittorie nel WRC-3
| Nº | Anno | Rally           | Copilota         | Vettura                |
| -- | ---- | --------------- | ---------------- | ---------------------- |
| 1  | 2021 | Rally d'Estonia | Yaroslav Fedorov | Škoda Fabia Rally2 Evo |

### Vittorie nell'ERC
| Nº | Anno | Rally                     | Copilota        | Vettura                 | Squadra                        |
| -- | ---- | ------------------------- | --------------- | ----------------------- | ------------------------------ |
| 1  | 2015 | Rally d'Estonia           | Alexey Arnautov | Mitsubishi Lancer Evo X | Chervonenko Racing             |
| 2  | 2015 | Rally del Vallese         | Alexey Arnautov | Ford Fiesta R5          | Chervonenko Racing             |
| 3  | 2016 | Rally delle Isole Canarie | Alexey Arnautov | Ford Fiesta R5          | -                              |
| 4  | 2016 | Rally del Cipro           | Alexey Arnautov | Ford Fiesta R5          | -                              |
| 5  | 2017 | Rally delle Isole Canarie | Alexey Arnautov | Ford Fiesta R5          | Russian Performance Motorsport |
| 6  | 2018 | Rally delle Azzorre       | Alexey Arnautov | Ford Fiesta R5          | Russian Performance Motorsport |
| 7  | 2018 | Rally delle Isole Canarie | Alexey Arnautov | Ford Fiesta R5          | Russian Performance Motorsport |
| 8  | 2018 | Rally di Roma Capitale    | Alexey Arnautov | Ford Fiesta R5          | Russian Performance Motorsport |
| 9  | 2019 | Rally di Polonia          | Alexey Arnautov | Citroën C3 R5           | Saintéloc Junior Team          |
| 10 | 2020 | Rally di Roma Capitale    | Dmitriy Eremeev | Citroën C3 R5           | Saintéloc Junior Team          |
| 11 | 2020 | Rally Fafe Montelongo     | Dmitriy Eremeev | Citroën C3 R5           | Saintéloc Junior Team          |
| 12 | 2021 | Rally di Polonia          | Alexey Arnautov | Citroën C3 Rally2       | Saintéloc Junior Team          |
| 13 | 2021 | Rally delle Isole Canarie | Alexey Arnautov | Citroën C3 Rally2       | Saintéloc Junior Team          |

## Risultati nel mondiale rally

### WRC
| 2013 | Scuderia | Vettura                 |  |  |  |  |  |  |  |    |  |  |  |  |  |  |  |  | Punti | Pos. |
| ---- | -------- | ----------------------- |  |  |  |  |  |  |  | -- |  |  |  |  |  |  |  |  | ----- | ---- |
| 2013 |          | Mitsubishi Lancer Evo X |  |  |  |  |  |  |  | 16 |  |  |  |  |  |  |  |  | 0     |      |

| 2015 | Scuderia | Vettura        |  |  |  |  |  |  |  |  |  |  |  |  |     |  |  |  | Punti | Pos. |
| ---- | -------- | -------------- |  |  |  |  |  |  |  |  |  |  |  |  | --- |  |  |  | ----- | ---- |
| 2015 |          | Ford Fiesta R5 |  |  |  |  |  |  |  |  |  |  |  |  | Rit |  |  |  | 0     |      |

| 2017 | Scuderia | Vettura        |  |    |  |  |  |  |  |  |  |  |  |  |  |  |  |  | Punti | Pos. |
| ---- | -------- | -------------- |  | -- |  |  |  |  |  |  |  |  |  |  |  |  |  |  | ----- | ---- |
| 2017 |          | Ford Fiesta R5 |  | 29 |  |  |  |  |  |  |  |  |  |  |  |  |  |  | 0     |      |

| 2021 | Scuderia | Vettura                |  |  |  |  |  |  |   |  |  |  |  |  |  |  |  |  | Punti | Pos. |
| ---- | -------- | ---------------------- |  |  |  |  |  |  | - |  |  |  |  |  |  |  |  |  | ----- | ---- |
| 2021 |          | Škoda Fabia Rally2 Evo |  |  |  |  |  |  | 8 |  |  |  |  |  |  |  |  |  | 4     | 22º  |

### WRC-2
| 2017 | Scuderia | Vettura        |  |    |  |  |  |  |  |  |  |  |  |  |  |  |  |  | Punti | Pos. |
| ---- | -------- | -------------- |  | -- |  |  |  |  |  |  |  |  |  |  |  |  |  |  | ----- | ---- |
| 2017 |          | Ford Fiesta R5 |  | 11 |  |  |  |  |  |  |  |  |  |  |  |  |  |  | 0     |      |

### WRC-3
| 2021 | Scuderia | Vettura                |  |  |  |  |  |  |   |  |  |  |  |  |  |  |  |  | Punti | Pos. |
| ---- | -------- | ---------------------- |  |  |  |  |  |  | - |  |  |  |  |  |  |  |  |  | ----- | ---- |
| 2021 |          | Škoda Fabia Rally2 Evo |  |  |  |  |  |  | 1 |  |  |  |  |  |  |  |  |  | 25    | 15º  |

## Risultati nell'europeo rally
| Anno | Scuderia                               | Vettura                                | 1       | 2       | 3       | 4       | 5       | 6       | 7       | 8       | 9       | 10    | 11  | 12  | Pos. | Punti |
| ---- | -------------------------------------- | -------------------------------------- | ------- | ------- | ------- | ------- | ------- | ------- | ------- | ------- | ------- | ----- | --- | --- | ---- | ----- |
| 2013 | ASRT Rally Team                        | Mitsubishi Lancer Evo X                | JAN     | LIE Rit | ISO     | AZZ     | COR     | YPR     | SIB     | BAR     | POL     | CRO   | SAN | VAL | 63°  | 5     |
| 2014 | EAMV                                   | Mitsubishi Lancer Evo X                | JAN     | LIE     | ACR     | IRL     | AZZ     | YPR     | EST 2   | BAR     | CIP     | VAL   | COR |     | 30°  | 18    |
| 2015 | Chervonenko Racing                     | Ford Fiesta R5 Mitsubishi Lancer Evo X | JAN 3   | LIE Rit | IRL 6   | AZZ     | YPR     | EST 1   | BAR 4   | CIP 5   | ACR Rit | VAL 1 |     |     | 3°   | 157   |
| 2016 | -                                      | Ford Fiesta R5 Mitsubishi Lancer Evo X | ISO 1   | IRL     | ACR 10  | AZZ 2   | YPR Rit | EST Rit | RZE     | BAR 15  | LIE 2   | CIP 1 |     |     | 2°   | 159   |
| 2017 | Russian Performance Motorsport         | Ford Fiesta R5                         | AZZ Rit | ISO 1   | ACR     | CIP     | RZE Rit | BAR 2   | ROM Rit | LIE Rit |         |       |     |     | 4°   | 73    |
| 2018 | Russian Performance Motorsport         | Ford Fiesta R5                         | AZZ 1   | ISO 1   | ACR 19  | CIP Rit | ROM 1   | BAR 2   | POL Rit | LIE     |         |       |     |     | 1°   | 150   |
| 2019 | Saintéloc Racing Saintéloc Junior Team | Citroën C3 R5                          | AZZ Rit | ISO Rit | LIE 2   | POL 1   | ROM 4   | BAR 15  | CIP Rit | UNG 2   |         |       |     |     | 2°   | 132   |
| 2020 | Saintéloc Junior Team                  | Citroën C3 R5                          | ROM 1   | LIE 2   | FAF 1   | UNG 13  | ISO 7   |         |         |         |         |       |     |     | 1°   | 121   |
| 2021 | Saintéloc Junior Team                  | Citroën C3 Rally2                      | POL 1   | LIE 3   | ROM Rit | BAR     | AZZ Rit | SER 2   | UNG     | ISO 1   |         |       |     |     | 4°   | 135   |
| 2023 | Rufa Motor-Sport Chervonenko Racing    | Škoda Fabia RS Rally2                  | SER     | ISO     | POL     | LIE     | SCA     | ROM 19  | BAR Rit | UNG     |         |       |     |     | NC   | 0     |
| 2024 | C.D. Todo Sport                        | Hyundai i20 N Rally2                   | UNG     | ISO 14  | SCA     | EST     | ROM     | BAR     | CER     | SIL     |         |       |     |     | 63°  | 2     |